# آئینه‌ها
آئینه‌ها عنوان اولین فیلم مستند کوتاه کامران شیردل، ساخته‌شده در سال ۱۳۴۳ خورشیدی است. شیردل این فیلم سیاه‌وسفید را به‌عنوان پایان‌نامهٔ تحصیلی خود ساخت.